# Justin Barber
Justin Barber is een personage uit de Amerikaanse soapserie The Bold and the Beautiful. Hij wordt gespeeld door Aaron D. Spears en debuteerde op 14 september 2009. Het personage heeft de afwisselende status van hoofdrol (2009-2010, 2011-2012, 2017-2019) en gastrol (2010-2011, 2013-2017, 2019-).

## Verhaallijn

### Hereniging met Donna en Marcus
Justin is vicevoorzitter van Spencer Publications, de concurrent van Forrester Creations. Als scholier wilde hij basketballer worden bij de NBA, maar een ernstige knieblessure zette een streep door die ambities. Justin moest vijf keer worden geopereerd alvorens hij herstelde; hij verruilde de sport voor de zakenwereld en werkte zich op tot rechterhand van Bill Spencer Jr..
Tijdens een drankje ter viering van de overname van het noodlijende Forrester Creations stond Justin oog in oog met zijn jeugdliefde Donna Logan (zus van Bills vrouw Katie) die hem destijds als 16-jarige plotsklaps in de steek liet. In november 2009 kwam Justin er achter dat hij de vader was van Donna's Afro-Amerikaanse zoon Marcus; Donna had dit nieuws eigenlijk voor zichzelf willen houden, maar tijdens een hevige confrontatie kon ze het niet langer ontkennen. Om de band met Donna te verstevigen vroeg hij haar als presentatrice (naast Pam Douglas) van de modetalkshow The Catwalk die hij produceerde. Een maand later leek er iets op te bloeien tussen Bill en Steffy Forrester; Justin had echter door dat Steffy er op uit was om Forrester Creations terug te winnen voor haar vader Ridge en waarschuwde Bill dat hij niet de eerste zakenmagnaat zou zijn die ten prooi viel aan een femme fatale. Justin kreeg gelijk en in 2010 hielp hij Bill om een percentage van de aandelen terug te krijgen; door te profiteren van Donna's scheiding van Eric Forrester. Bill kocht ruim de helft van Eric's kwartaandeel die hij vervolgens aan Donna gaf.
Justin probeerde vervolgens een schandaal te veroorzaken door de affaire van Bills andere schoonzus Brooke met Oliver Jones aan het licht te brengen, maar dat werd hem niet in dank afgenomen. 
Justin wist zijn relatie met Donna nieuw leven in te blazen en toonde alle begrip toen zij hem vertelde waarom ze Marcus destijds voor adoptie afstond.    In februari 2011 traden ze in het huwelijk waarvoor ook Justins nicht Olivia Walters (personage uit zustersoap The Young and the Restless) was uitgenodigd. Negen maanden later besloten Justin en Donna te scheiden omdat ze zich geen getrouwd stel voelden; toch bleven ze vrienden en liefdevolle ouders voor Marcus die hen uiteindelijk verblijdde met kleindochter Rosie Barber Forrester.
In 2019 kwam Justins nicht Emma bij een auto-ongeluk om het leven nadat ze een jaar eerder een baan had gekregen bij Forrester Creations. Thomas Forrester werd verantwoordelijk gehouden voor de dood van Emma omdat hij haar achtervolgde vanwege een geheim dat niet mocht worden onthuld; zijn schuld kon echter niet worden bewezen.

### Wraak op Bill en overstap naar Forrester
In 2021 werden Bill en diens zoon Liam gearresteerd wegens het doodrijden van Thomas' vriend Vinny Walker. Justin werd geacht om aan te tonen dat het een ongeluk was, maar de autoriteiten waren er heilig van overtuigd dat Liam wraak wilde nemen op de vervalste vaderschapstest die hem bijna zijn huwelijk met Hope Logan had gekost. Echter, toen Thomas met een videofilmpje kwam aanzetten waaruit bleek dat Vinny's dood een zorgvuldig geplande zelfmoordactie was sloot Justin hem op in de bergruimte en verwijderde het bewijsmateriaal van diens mobiel. Justin bleek zich miskend te voelen voor het jarenlange werk dat hij achter de schermen verrichtte en wilde de Spencers weg laten rotten in de cel zodat hij in alle rust het bedrijf kon overnemen. Thomas begreep Justins woede vanwege zijn eigen afkeer van Dollar Bill, maar probeerde hem duidelijk te maken dat Liam hier niet het slachtoffer van mocht worden. Justins plan mislukte doordat hij de mobiel van Thomas op kantoor had laten slingeren en Hope en Ridge met de doorzichtige smoes probeerde af te schepen dat Thomas op reis ging en diens mobiel was vergeten. Nadat Hope Thomas had bevrijd stuurde Justin de herstelde mobiel anoniem naar de politie. Na de vrijlating van de Spencers beweerde Justin spijt te hebben van zijn acties, maar Bill kon hem niet meer vertrouwen en ontsloeg hem op staande voet. Justin liep over naar de Forresters en wist hen zover te krijgen om af te zien van aangifte; in ruil daarvoor bood hij zijn diensten aan. Justin kwam uiteindelijk  weer op het rechte pad en legde het bij met Bill. In 2024 was hij een van de aanwezigen aanwezig bij het comebackconcert van rockzanger Tom Starr (gespeeld door Clint Howard) die na afloop op mysterieuze wijze overleed.